# 罕富有
罕富有（1926年8月12日—2002年7月18日），字贺扁、召扁，云南耿马人，汉傣族，是耿马宣抚司第二十一世土司罕华基之子。

## 生平
罕富有幼时就读于云南省立耿马小学，1942年被封为勐永、勐简太爷，并任耿马土司署全耿事务处主任。1947年，任耿马设治局教育科长。1949年，娶芒市土司家族方克志之女方凤翔为妻。罕富有当时受到耿马末代土司、其胞兄罕富廷的重用，地位仅次于土司之下的掌印太爷、其叔父罕华文。中华人民共和国成立后，罕富有随罕富廷外逃缅甸。后来在中国人民解放军宣传下，他于1950年底背着其兄回到耿马，任耿马各族行政委员会委员兼文教科长。1952年出任耿马县副县长、耿马各族各界人民代表大会副主席，1954年任耿马县区域自治筹备委员会主任委员。1955年，当选为耿马傣族佤族自治县人民政府首任县长。文化大革命期间他受到冲击，被迫接受劳动改造。文革结束后获平反，于1980年出任耿马自治县人大常委会副主任。1981年，任临沧地区行署副专员。此外，罕富有还是第二、三届全国人大代表，第五、八届全国政协委员，第六、七届全国政协常委。2002年在昆明去世，终年77岁。